# Alfréd Wetzler
Alfréd Israel Wetzler, född 10 maj 1918 i Nagyszombat i dåvarande Österrike-Ungern, död 8 februari 1988 i Bratislava, Tjeckoslovakien, var en slovakisk författare, som framför allt blivit känd som medförfattare till Vrba-Wetzlerrapporten tillsammans med Rudolf Vrba. Han använde som författare pseudonymen Jozef Lánik. 
Alfréd Wetzler arbetade i Trnava, som då hade införlivats i Tjeckoslovakien, åren 1936–1940. Han skickades till lägret Birkenau 1942 och rymde därifrån tillsammans med Rudolf Vrba den 10 april 1944. Tillsammans med Rudolf Vrba skrev han på slovakiska ned en redogörelse om sina upplevelser, som blev känd som Vrba-Wetzlerrapporten. Den publicerades och översattes och fick ett stort genomslag för att göra nazisternas dödande av judar känt. Rapporten användes också senare som bevismaterial vid Nürnbergrättegångarna.
År 1964 gav han ut en bok i skönlitterär form under pseudonymen Jozef Lánik, som hade namnet Det som Dante inte såg.
Efter andra världskriget var han redaktör i Bratislava 1950–1955 och arbetade på ett jordbruk 1955–1970. Han slutade att förvärvsarbeta 1970 på grund av sviktande hälsa.